# Daniel Friedmann

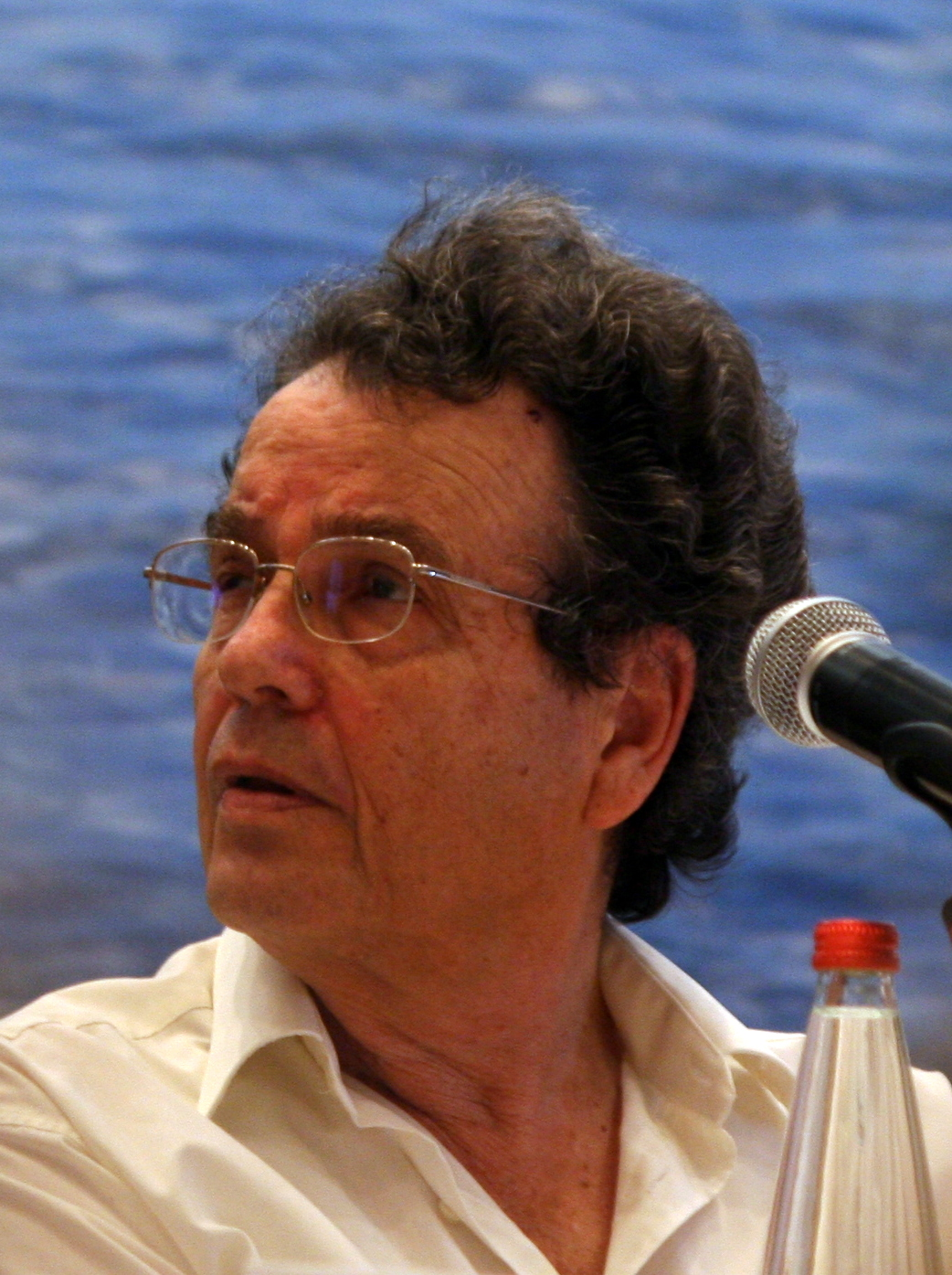
Daniel Friedmann 2012

Daniel Friedmann (hebräisch דניאל פרידמן; * 1936 in Palästina) ist ein israelischer Politiker. Er war von Februar 2007 bis März 2009 Justizminister des Staates Israel.
Friedmann wurde in einer Familie geboren, die bereits in der siebten Generation in Palästina lebt. Er studierte und promovierte an der Hebräischen Universität Jerusalem sowie an der Harvard Law School.
In den 1960er- und 1970er-Jahren lehrte Friedmann als Professor der Rechtswissenschaften an der Universität Tel Aviv und war dort von 1974 bis 1978 Dekan. Im Anschluss lehrte er auch an der Harvard Law School, der University of Pennsylvania und Fordham University sowie an der Londoner Queen Mary, University of London. Friedmann erhielt eine Reihe von israelischen und internationalen Auszeichnungen und ist Autor von zahlreichen Artikeln und verschiedenen Staatsverträgen, sowohl in hebräischer Sprache als auch auf Englisch. 2020 wurde Friedmann in die Academia Europaea gewählt. An der Universität Tel Aviv war er Gründer des Cegla Instituts für Vergleichendes und Internationales Privatrecht.
Friedmann war Mitglied der heute nicht mehr existierenden Partei Demokratische Bewegung für den Wechsel und stand im Jahre 2003 auf der Wahlliste zur Knesset der Schinui.
Am 6. Februar 2007 wurde Friedmann von Ehud Olmert zum Justizminister ernannt. Er folgte in diesem Amt auf Tzipi Livni. Er gilt als ein Kritiker des israelischen Justizwesens und hat früher erklärt, sich für eine Reform des Systems einzusetzen, nach welchem die Richter an das Israelische Oberste Gericht berufen werden. Die allgemeinen Reaktionen auf seine Ernennung waren zunächst gemischt. Am 31. März 2009 wurde Friedmann als Justizminister von Jaakov Neeman abgelöst.